# Spermadictyon
Spermadictyon là một chi thực vật có hoa trong họ Thiến thảo (Rubiaceae).

## Loài
Chi Spermadictyon gồm 1 loài:
- Spermadictyon suaveolens <smalll>Roxb. ở Nam Á (Bangladesh, Bhutan, Ấn Độ, Nepal, Pakistan).